# Final Resolution (2012)
Final Resolution (2012) — профессиональное реслинг PPV-шоу, проводимое федерацией TNA, которое прошло 13 января 2013 года на арене Impact Wrestling Zone во Флориде. Это девятое шоу в линейке Final Resolution.

## Результаты шоу
| №                            | Матч                                                                   | …                                                            |
| ---------------------------- | ---------------------------------------------------------------------- | ------------------------------------------------------------ |
| 1                            | Джефф Харди(ч) победил Бобби Руда                                      | Одиночный матч за титул мирового Чемпиона TNA в тяжелом весе |
| 2                            | Тара(ч) победила Микки Джеймс                                          | Одиночный матч за титул Чемпионки TNA среди нокауток         |
| 3                            | Роб Ван Дам(ч) победил Кенни Кинга                                     | Одиночный матч за титул Чемпиона Икс-Дивизиона TNA           |
| 4                            | Чаво Герреро и Эрнандес(ч) победили Метта Моргана и Джои Райана по ДК  | Одиночный матч за титулы командных Чемпионов TNA             |
| 5                            | Курт Энгл,Самоа Джо,Вес Бриско и Гарретт Бишофф победили ACES & EIGHTS | Командный матч 4х4                                           |
| 6                            | Остин Ариес победил Булли Рэя                                          | Одиночный матч                                               |
| 7                            | Кристофер Дениалс победил Эй Джей Стаилза                              | Одиночный матч                                               |
| 8                            | Джеймс Шторм победил Казаряна                                          | Одиночный матч                                               |
| (ч) -чемпион на момент матча |                                                                        |                                                              |